# Eileen Furlong
Eileen E. M. Furlong ist eine irische Biologin. Sie ist am Europäischen Laboratorium für Molekularbiologie (EMBL) in Heidelberg tätig.

## Leben
Furlong promovierte von 1992 bis 1996 am University College Dublin und war von 1996 bis 2002 als Postdoc an der Stanford University tätig. Von 2002 bis 2008 war sie Gruppenleiterin am EMBL. Seit Januar 2009 ist sie dort leitende Wissenschaftlerin und Leiterin der Abteilung für Genombiologie. Seit 2019 ist sie Mitglied des EMBL-Direktoriums.
2016 wurde sie zum ordentlichen Mitglied der Academia Europaea gewählt. 2022 wurde Furlong in die Royal Society gewählt. Im Jahr 2024 wurde Eileen E. M. Furlong in der Sektion Humangenetik und Molekulare Medizin in die Nationale Akademie der Wissenschaften Leopoldina aufgenommen.

## Wirken
Furlong war maßgeblich an der Entwicklung und Anwendung genomischer Ansätze für sich entwickelnde multizelluläre Embryonen beteiligt. Sie befasst sich mit Enhancern – bestimmten Abschnitten in der eukaryotischen DNA, die die Genregulation steuern. So konnte sie zeigen, wie während der Embryonalentwicklung Gene aktiviert werden und dass eine Vielzahl embryonaler Enhancer zunächst ein Molekül zwecks Steigerung der Transkription regulierter Gene programmieren, bevor diese die Signale zum Anschalten erhalten.
Für ihre Arbeit wurde sie wiederholt ausgezeichnet. So wurde ihr für das Jahr 2022 „für ihre entwicklungsbiologischen Arbeiten zu Funktionsmechanismen von Enhancern in der Genregulation“ der Gottfried Wilhelm Leibniz-Preis zugesprochen.